# Guillotine-barlang
A Guillotine-barlang a Duna–Ipoly Nemzeti Parkban található Budai-hegységben, Biatorbágyon lévő egyik barlang.

## Leírás
A Guillotine-barlang bejárata a Biatorbágy külterületén lévő Gesztenyés kőfejtő (Országház kőfejtő) falának tövében található. A felhagyott kőfejtő a Biatorbágyot Sóskúttal összekötő műút K-i oldalán, Biatorbágytól D-re, kb. 1,5 km-re helyezkedik el. A kőfejtő falmagassága a Ny-i oldalon meghaladja a 20 m-t. Ezen a helyen, rendkívül nagy méretű, emberkéz által készített négyzetes szelvényű alagutak nyúlnak vízszintesen a kőzetbe. A kőfejtő É-i, kevésbé magas oldalán három barlang bejárata található, melyek közül kettő (Guillotine-barlang, Szinlő-barlang) bejárata közvetlenül egymás mellett nyílik. A D-i barlangbejárat mögött látható a viszonylag szűk Guillotine-barlang, amely egy hasadékbarlang.
A barlangnak felszíni bejáratán kívül van egy másik bejárata is, mely a hegy belsejéből közelíthető meg. A barlang mellett lévő mesterséges tárók egyike ugyanis elmetszi a hasadékot, így létrejött egy másik bejárat. Ezen keresztül kicsivel több mint 7 m-t lehet bejárni, az É-i (felszíni) bejáraton át pedig kétszer ennyit. A hosszabb rész végén a hasadék majdnem 10 cm-esre szűkül, míg a rövidebb rész végén omladék zárja el az utat. A hiányzó szakasz átvilágítással nem átlátható, de áthallható, minden bizonnyal legalább 10 m hosszú. A barlang középső miocén (szarmata) mészkőben (Tinnyei Formáció) lévő tektonikus repedés mentén keletkezett, tektonikus elmozdulás, kifagyásos aprózódás, omlás és korrózió miatt. Az egyszerű (hasadék) térformájú barlang vízszintes. Jellemző szelvénytípusa a hasadék.
A hasadékbarlang aljzata majdnem vízszintesen fut és DNy-ra kissé lejt, csak a bejárati részen nagy a lejtése. A felszíni bejáratnál a felszínről bekerült kőtömbökön, valamint szerves törmelékanyagon (avar, növényi törmelék) kell átkúszni. Képződmény nincs az üregben, a poros falakat pókfonadék lepi be néhány helyen. A járatok szűk méretei miatt a barlangot kevesen látogatják, ezért szemét is kevés van benne. A hosszabb rész formakincse nem különleges, a falak nélkülözik a jelentős formákat, a szelvény egyszerű, felfelé elszűkülő repedés. A rövidebb rész változatosabb formájú. Az enyhe lejtés miatt ez a rész elérte azokat a porózusabb, mállékonyabb rétegeket, melyek a szomszédos Szinlő-barlangban is kimállottak, kialakítva a Szinlő-barlang névadó (ál)formáit. A lazább kőzetanyag egy része a Guillotine-barlangban is kipergett, kioldódott, így a hasadék falára merőleges réteglapok (ha csak kis felületen is) láthatók lettek. A könnyen megközelíthető, engedély nélkül látogatható barlang barlangjáró alapfelszerelés használatával járható.
1990-ben volt először Guillotine-barlangnak nevezve a barlang az irodalmában. A barlang bejárata felett lógó kövek miatt lett a barlang neve Guillotine-barlang. Ezt a nevet az Acheron Barlangkutató Szakosztály tagjai adták az üregnek.

## Kutatástörténet
Az Acheron Barlangkutató Szakosztály 1990. évi jelentése szerint a szakosztály tagjai 1990 júliusában átvizsgálták a Bolha-hegytől K-re található Gesztenyés kőfejtőt (Biatorbágy). A kőfejtő bal oldalán van a Guillotine-barlang bejárata. A kőfejtőben lévő négy hatalmas táró harántolja a hasadékbarlangot. A barlang 20 m hosszig követhető, majd elszűkül és az omladék után becsatlakozik az első táróba. A barlangbejárat felett lógó kövek miatt lett a barlang neve Guillotine-barlang. Ezt a nevet a szakosztály tagjai adták az üregnek. Közvetlenül a Guillotine-barlang bejárata mellett van a Szinlő-barlang bejárata. A Guillotine-barlangtól és a Szinlő-barlangtól kb. 10 m-re van a Szilikózis-barlang bejárata. A kéziratba bekerült a Gesztenyés kőfejtő térképe. (A térképen jelölve van az É-i irány.) A térképet Szabó Zoltán készítette 1990-ben. A térképen megfigyelhető a Guillotine-barlang alaprajza és a másik két barlanghoz viszonyított elhelyezkedése is.
2005-ben Gazda Attila felmérte a barlangot, majd a felmérés felhasználásával 2005. március 25-én megszerkesztette a Guillotine-barlang (Sóskút) alaprajz térképét és 5 keresztmetszet térképét. Az alaprajz térképen, amelynek használatához a térképlapon fel van tüntetve az É-i irány, megfigyelhető az 5 keresztmetszet elhelyezkedése a barlangban.
A barlang 2005. március 20-án, BTI kataszteri felvétel alapján készült nyilvántartólapja szerint a Guillotine-barlangnak (4710-es barlangkataszteri terület, Pest megye, Biatorbágy, Etyeki-dombság) két bejárata van. Kőfejtő sziklafala tövében van az egyik bejárata. Ez a bejárat 0,6 m széles, 7 m magas, természetes jellegű, hasadék alakú és vízszintes tengelyirányú. Másik bejárata, mely 1,3 m széles, 2,8 m magas, természetes jellegű, hasadék alakú és emelkedő tengelyirányú, kőfejtőből nyíló mesterséges táróban van. A barlang legalább 21 m hosszú, 9 m függőleges kiterjedésű, 7 m magas, 2 m mély és legalább 21 m vízszintes kiterjedésű. Ezek az adatok részben becsléssel, részben részletes felméréssel lettek megállapítva.
A barlang a felszíni bejárati hasadékba beékelődött nagyméretű kőtömbök miatt kapta nevét. Időszakosan csepegő víz jelenik meg az üregben. A befoglaló kőzetanyaghoz kapcsolódó eleme a kiprepaládott rétegfej és a rétegfelület. Törmelékes, helyben keletkezett szervetlen kitöltése: omladék, kőzettörmelék, befoglaló kőzetből kimállott egyéb anyagok. A barlangban, a külső bejárat közelében talaj, humusz fordul elő. Tematikus feldolgozás: térkép, fénykép, kataszter, leírás. Illetékes természetvédelmi hatóság: Duna–Ipoly Nemzeti Park. A könnyen megközelíthető barlang engedély nélkül, barlangjáró alapfelszerelés használatával járható, de néhány járata járhatatlan. A gyakorlatilag érintetlen barlang aljzata taposott. Kapcsolódó dokumentumok: térkép.